# كريستينا سيجارد
كريستينا مالينغ سيغغارد (من مواليد 24 مارس 1994) هي متسابقة دراجات هوائية محترفة سابقة من الدنمارك، مارست رياضة الدراجات بشكل احترافي بين عامي 2014 و 2021 مع فرق "فايرفايتيرز أبسالا سي كي" و "ماتريكس فيتنس برو سايكلينغ" و "تيم فيرتو سايكلينغ" و "لوتو-سودال ليديز". مثلت سيغغارد الدنمارك في سباق الطريق للسيدات في دورة الألعاب الأوروبية 2015، كما مثلت الدنمارك في بطولات العالم لسباق الطريق التابعة للاتحاد الدولي للدراجات وبطولات أوروبا لسباق الطريق.
تعمل الآن كمعلّقة ومحللة لتغطية سباقات الدراجات على قناة "تي في 2 سبورت" الدنماركية.

## سجل الفوز

### سباقات أو مراحل فاز بها
| التاريخ        | السباق                                                            | المركز                   |
| -------------- | ----------------------------------------------------------------- | ------------------------ |
| 26 يونيو 2010  | سباق الطريق للسيدات في بطولة الدنمارك 2010                        |                          |
| 01 يناير 2011  | بطولة العالم لسباق الدراجات على الطريق – سباق الطريق للشابات 2011 |                          |
| 24 أبريل 2011  | Omloop van Borsele U19 2011                                       |                          |
| 25 يونيو 2011  | سباق الطريق للسيدات في بطولة الدنمارك 2011                        | السابع في التصنيف العام  |
| 20 يونيو 2013  | سباق الدراجات ضد الساعة للسيدات في بطولة الدنمارك 2013            | الخامس في التصنيف العام  |
| 22 يونيو 2013  | سباق الطريق للسيدات في بطولة الدنمارك 2013                        | الثامن في التصنيف العام  |
| 26 يونيو 2014  | سباق الدراجات ضد الساعة للسيدات في بطولة الدنمارك 2014            | الخامس في التصنيف العام  |
| 28 يونيو 2014  | سباق الطريق للسيدات في بطولة الدنمارك 2014                        | الثاني في التصنيف العام  |
| 17 أغسطس 2014  | طواف النرويج للسيدات 2014                                         | الخامس في تصنيف أفضل شاب |
| 25 مارس 2015   | دفارز دور فلاندرز للسيدات 2015                                    |                          |
| 25 يونيو 2015  | سباق الدراجات ضد الساعة للسيدات في بطولة الدنمارك 2015            | الرابع في التصنيف العام  |
| 26 يوليو 2015  | سباق لو تور دو فرانس 2015                                         | الأول في تصنيف أفضل شاب  |
| 24 فبراير 2018 | طواف نيوشبلاد للسيدات 2018                                        | الأول في التصنيف العام   |

## روابط خارجية
- كريستينا سيجارد على موقع الاتحاد الدولي للدراجات (الإنجليزية)
- كريستينا سيجارد على موقع أرشيف الدراجات (الإنجليزية)
- كريستينا سيجارد على موقع إحصائيات الدراجات الإحترافية (الإنجليزية)
- كريستينا سيجارد على موقع نسبة الدراجات (الإنجليزية)